# Penstemon isophyllus
Penstemon isophyllus är en grobladsväxtart som beskrevs av Robinson. Penstemon isophyllus ingår i släktet penstemoner, och familjen grobladsväxter. Inga underarter finns listade i Catalogue of Life.